# Viabono
Die Viabono GmbH ist eine Fachorganisation in der Tourismus- und Freizeitbranche, die verschiedene Zertifizierungen mit Fokus auf eine nachhaltige Klima- oder Umweltentwicklung vergibt. Außerdem unterstützt Viabono verschiedene Dienstleister, wie zum Beispiel die Arbeiterwohlfahrt (AWO), bei der Verbesserung ihrer ökologischen Nachhaltigkeit. Viabono bietet verschiedene Produkte und Dienstleistungen an, die auf die unterschiedlichen Zielgruppen innerhalb der touristischen Unternehmenslandschaft ausgerichtet sind. Eigene Produkte sind die Klima- und Umweltzertifizierung „Viabono“ sowie die Erstellung von CO2-Bilanzen für Unternehmen und Organisationen. Darüber hinaus setzt Viabono im Auftrag des DEHOGA Bundesverbandes den DEHOGA-Umweltcheck für Hotels und Gastronomie um.

## Geschichte
2001 wurde die Viabono GmbH auf Initiative des Bundesumweltministeriums, des Umweltbundesamtes sowie unterschiedlicher touristischer Spitzenverbände gegründet. Am 18. März 2002 entschlossen sich zwölf Spitzenverbände, den Viabono-Trägerverein e. V. in Berlin zu gründen, der sämtliche Anteile an der Viabono GmbH hält. In den darauf folgenden Jahren schlossen sich weitere Spitzenverbände sowie Fördermitglieder und Unterstützer dem Viabono-Trägerverein an. Der Firmensitz der Viabono GmbH ist in Rösrath-Hoffnungsthal.
Der Viabono-Vorstand setzt sich derzeit aus folgenden Mitgliedern zusammen:
- Erster Vorsitzender: Ullrich Langhoff (Deutscher Hotel- und Gaststättenverband e. V.)
- Stellvertretender Vorsitzender: Rolf Spittler (Deutscher Naturschutzring e. V.)
- Vorstandsmitglied: Katrin Buschmeier (Deutsches Jugendherbergswerk e. V.)

## Vollmitglieder des Viabono-Trägervereins
- Allgemeiner Deutscher Automobil-Club e. V. (ADAC)
- Bruderhilfe e. V. Automobil- und Verkehrssicherheitsclub  (BAVC)
- Bundesverband forum anders reisen e. V. (far)
- Bundesverband Kanu e. V. (BV Kanu)
- Deutscher Heilbäderverband e. V. (DHV)
- Deutscher Hotel- und Gaststättenverband e. V. (DEHOGA)
- Deutscher Landkreistag (DLT)
- Deutscher Naturschutzring e. V. (DNR)
- Deutscher Städte- und Gemeindebund (DStGB)
- Deutscher Tourismusverband e. V. (DTV)
- Deutsches Jugendherbergswerk e. V. (DJH)
- Deutscher Wanderverband e. V. (DWV)
- LKN / Nationalparkverwaltung Schleswig-Holsteinisches Wattenmeer
- NaturFreunde Deutschlands e. V. (NFD)
- Naturschutzbund Deutschland e. V. (NABU)
- Ökologischer Tourismus in Europa e. V. (Ö.T.E.)
- Verkehrsclub Deutschland e. V. (VCD)

## Fördermitglieder des Viabono-Trägervereins
- Deutsches Jugendherbergswerk e. V. (DJH)

## Viabono-Zertifizierung
Die Viabono-Zertifizierung zeichnet klima- und umweltfreundliche Beherbergungs- und Gastronomieunternehmen in Deutschland aus. Das Zertifikat wird auf Basis von Betriebskennzahlen an Betriebe verliehen, wenn diese die individuell ermittelten Grenzwerte in den abgefragten Bereichen unterschreiten. Im Falle von Hotels und Restaurants liegen die Grenzwerte 30 % unter den Durchschnittswerten. Außerdem verpflichten sich die Betriebe, gewisse „Basics“, wie den Verzicht auf Glühbirnen, Einweggeschirr und Einwegverpackungen, einzuhalten und eine umweltfreundliche Anreise der Gäste durch gezielte Informationen zu stimulieren. Außerdem ist das Viabono-Leitbild zu unterschreiben, das verschiedene soziale Standards, wie zum Beispiel die Verpflichtung zu regelmäßigen Fortbildungen der Angestellten, vorschreibt. Zur Erhebung der Kennzahlen müssen verschiedene Geschäftszahlen in einen Kriterienkatalog eingetragen und mit entsprechenden Rechnungen belegt werden.

### Bereiche der relevanten Geschäftszahlen
Die relevanten Verbrauchszahlen werden in insgesamt vier verschiedenen Bereichen erfasst und anhand von offiziellen Dokumenten einer Drittorganisation bzw. des Versorgers (Rechnungen, Erklärungen etc.) überprüft:

#### Energieverbrauch
Der Errechnung des Energieverbrauchs liegen die Rechnungen des Versorgers zu den Verbräuchen von verschiedenen Energiequellen zugrunde. Die Verbräuche beziehen sich jeweils auf das vorherige Betriebsjahr. Folgende Energiequellen werden in der Erfassung berücksichtigt:
- Strom: Für die Erfassung der Energiequelle Strom wird zusätzlich der Anteil an Strom aus regenerativen Energien (Hydroenergie, Windenergie, Sonnenenergie) erfasst
- Heizmittel (Erdöl, Nah- und Fernwärme, Erdgas, Flüssiggas, Biogas, Holz)

Zusätzlich muss in dieser Kategorie noch angegeben und nachgewiesen werden, ob eine CO2-Kompensation für die Emissionen oder Teilemissionen des produzierten CO2s vorliegt.

#### Wasserverbrauch
Der Errechnung des Wasserverbrauchs liegt die Abrechnung des Versorgers zu dem Verbrauch von Trinkwasser im Laufe des vorherigen Betriebsjahrs zugrunde.

#### Abfallaufkommen
Der Errechnung des Abfallaufkommens liegt die Abrechnung des Versorgers zu der Menge an produziertem Restmüll im Laufe des vorherigen Betriebsjahrs zugrunde.

#### Lebensmittel
Die Wertung des Bereiches Lebensmittel basiert auf verschiedenen Voraussetzungen und Optionen. Für eine Zertifizierung ist es notwendig, dass der Betrieb, sofern es sich um ein Restaurant oder Hotel handelt, eine Mindestanzahl von regionalen sowie aus fairem Handel stammenden Produkten regelmäßig einsetzt. Als regional werden Produkte aus einem Umkreis von 100 Kilometern angesehen. Außerdem können regelmäßig eingesetzte Produkte aus ökologischer Landwirtschaft angegeben werden.

### Der Nutzen der Viabono-Zertifizierung
Nach der abgeschlossenen Prüfung erhält der Betrieb einen Überblick über die eigenen Betriebskennzahlen, die an fünf verschiedene Bereiche angelehnt sind: Die Übersicht umfasst die Bereiche Endenergie, CO2, Wasser, Restabfall und Lebensmittel. Diese Informationen sollen zu einer verbesserten Umweltbilanz der jeweiligen Betriebe beitragen. Die Resultate der Viabono-Zertifizierung können als Ist-Aufnahme verschiedener umweltrelevanter Kennzahlen genutzt werden und somit das Umweltmanagement des jeweiligen Betriebs unterstützen. Außerdem wird mit Hilfe einer Benchmark dem Betrieb gezeigt, wie er in Hinsicht auf vergleichbare Mitbewerber abschneidet.

## CO2-Fußabdruck
Die Viabono GmbH bietet Betrieben im Gastgewerbe die Erstellung von CO2-Fußabdrücken, orientiert an dem Greenhouse Gas Protocol, an. Der Fußabdruck wird auf Basis eines CO2-Rechners ermittelt, der in Kooperation mit dem CO2-Kompensationsunternehmen CO2OL entwickelt wurde. Die Betriebe werden nach der Erstellung des CO2-Fußabdrucks in Klimaeffizienzklassen eingeordnet, die sich an der europäischen Kennzeichnung des Energieverbrauchs  bzw. dem EU-Energielabel für Elektrogeräte orientiert. Im Falle, dass Betriebe in den Klimaeffizienzklassen „A“ oder „B“ abschneiden, haben sie die Möglichkeit, die errechneten Emissionen durch ein „Gold Standard“-zertifiziertes Kompensationsprojekt zu kompensieren. Die Kompensationsprojekte werden ebenfalls in Zusammenarbeit mit dem Kompensationsunternehmen CO2OL angeboten.
Die Errechnung der betriebsspezifischen CO2-Emissionen durch den „CO2-Rechner“ von Viabono basiert auf folgenden Bereichen innerhalb der Betriebe:

### Mobilität
Die Berechnung der CO2-Emissionen im Bereich „Mobilität“ erfolgt auf Basis der Dienstfahrten und der Mitarbeitermobilität. Unternehmen müssen Angaben über die Anzahl der Fahrzeuge des Betriebs, die Kraftstoffart sowie die gefahrenen Kilometer des jeweiligen Fahrzeugs pro Jahr machen. Ergänzt werden die Angaben  durch zusätzlich genutzte Verkehrsträger, Gütertransport sowie der An- und Abfahrt der Mitarbeiter.

### Gebäude
Die CO2-Emissionen für den Bereich „Gebäude“ werden auf Basis des jährlichen Energieverbrauchs berechnet. Ausschlaggebend ist die für die Energiegewinnung genutzte Zusammensetzung der verschiedenen Energieträger. Beim Stromverbrauch beeinflusst zusätzlich der Anteil des Ökostroms beziehungsweise der spezifische CO2-Wert des Strommixes das Endergebnis.

### Food & Beverage
Die Berechnung der CO2-Emissionen im Bereich „Food & Beverage“ umfasst Angaben zu der Anzahl der jährlich ausgegebenen Speisen sowie der Zusammensetzung ebendieser („fleischbetont“, „Mischkost“, „fleischreduziert“ und „vegetarisch“). Zudem werden die Emissionen durch den Anteil des Gesamtvolumens an Tiefkühlkost, regionaler Produkte (aus einem Umkreis von 100 Kilometern), biozertifizierten Nahrungsmitteln und saisonalen Produkten beeinflusst. Des Weiteren beeinflussen die ausgegebenen Getränke sowie ihre Produktionsart (aus konventionellem oder biologischem/regionalem Anbau) die Endemissionen des Betriebs.

### Print
Zur Berechnung der CO2-Emissionen im Bereich „Print“ werden Angaben zur Gesamtzahl der verbrauchten Seiten Büropapier, der Anzahl, Grammatur und dem Format der gedruckten Publikationen für Werbedrucke sowie zu den bezogenen Zeitungen und Zeitschriften pro Jahr erhoben.

### Reinigung/Wäsche
In die Berechnung der CO2-Emissionen innerhalb des Bereiches „Reinigung/Wäsche“ fließen Angaben zu der Wäschereinigung sowie den verwendeten Reinigungsmitteln und dem Hygienepapier ein. Alle Angaben werden auf Jahresbasis erhoben.

### Sonstiges
Der Bereich „Sonstiges“ schließt den jährlich entstandenen Restmüll und Wasserverbrauch des jeweiligen Betriebes ein.

## DEHOGA-Umweltcheck
Die Viabono GmbH führt im Auftrag des DEHOGA Bundesverbandes den „DEHOGA-Umweltcheck“ durch. Diese Umweltzertifizierung setzt, als Teil des „DEHOGA-Energie- und Umweltkonzeptes“, die „Energiekampagne Gastgewerbe“ fort, die in Zusammenarbeit mit dem Bundesministerium für Umwelt, Naturschutz, Bau und Reaktorsicherheit gefördert wurde.

## Viabono-Webportal
Unter diesem Namen wird die auf den deutschsprachigen Raum fokussierte Website für die Buchung von nachhaltigen Hotels innerhalb Deutschlands betrieben. Das Webportal soll als Informationsknotenpunkt dienen und seinen Besuchern die Möglichkeit bieten, Hotels mit verschiedenen Nachhaltigkeitsauszeichnungen zu finden und anschließend zu buchen. 2018 wurden über 6000 Betriebe aufgeführt. Neben den Mitgliedern der Hotelkooperation Klima-Hotels werden folgende Nachhaltigkeitszertifizierungen, mit denen Hotel- und Gastbetriebe ausgezeichnet werden können, auf der Website dargestellt:
- Bio-Siegel
- DEHOGA-Umweltcheck
- ECARF-Qualitätssiegel
- Qualitätsgastgeber Wanderbares Deutschland
- Reisen für Alle
- Viabono-CO2-Fußabdruck
- Viabono-Zertifizierung